# Cartonema parviflorum
Cartonema parviflorum är en himmelsblomsväxtart som beskrevs av Justus Carl Hasskarl. Cartonema parviflorum ingår i släktet Cartonema och familjen himmelsblomsväxter. Inga underarter finns listade.